# Orgenesis
 (septembre 2021).
La mise en forme du texte ne suit pas les recommandations de Wikipédia : il faut le « wikifier ».
Les points d'amélioration suivants sont les cas les plus fréquents :
- Les titres sont pré-formatés par le logiciel. Ils ne sont ni en capitales, ni en gras.
- Le texte ne doit pas être écrit en capitales (les noms de famille non plus), ni en gras, ni en italique, ni en « petit »…
- Le gras n'est utilisé que pour surligner le titre de l'article dans l'introduction, une seule fois.
- L'italique est rarement utilisé : mots en langue étrangère, titres d'œuvres, noms de bateaux, etc.
- Les citations ne sont pas en italique mais en corps de texte normal. Elles sont entourées par des guillemets français : « et ».
- Les listes à puces sont à éviter, des paragraphes rédigés étant largement préférés. Les tableaux sont à réserver à la présentation de données structurées (résultats, etc.).
- Les appels de note de bas de page (petits chiffres en exposant, introduits par l'outil «  Source ») sont à placer entre la fin de phrase et le point final[comme ça].
- Les liens internes (vers d'autres articles de Wikipédia) sont à choisir avec parcimonie. Créez des liens vers des articles approfondissant le sujet. Les termes génériques sans rapport avec le sujet sont à éviter, ainsi que les répétitions de liens vers un même terme.
- Les liens externes sont à placer uniquement dans une section « Liens externes », à la fin de l'article. Ces liens sont à choisir avec parcimonie suivant les règles définies. Si un lien sert de source à l'article, son insertion dans le texte est à faire par les notes de bas de page.
- La présentation des références doit suivre les conventions bibliographiques. Il est recommandé d'utiliser les modèles {{Ouvrage}}, {{Chapitre}}, {{Article}}, {{Lien web}} et/ou {{Bibliographie}}. Le mode d'édition visuel peut mettre en forme automatiquement les références.
- Insérer une infobox (cadre d'informations à droite) n'est pas obligatoire pour parachever la mise en page.

Pour une aide détaillée, merci de consulter Aide:Wikification.
Si vous pensez que ces points ont été résolus, vous pouvez retirer ce bandeau et améliorer la mise en forme d'un autre article.
 (septembre 2021).
Orgenesis Inc. (parfois appelée « the Company », code NASDAQ : ORGS) est une société de biotechnologie développant des thérapies cellulaires et géniques.
Elle a été fondée en 2008 par Sarah Ferber. Son siège est situé aux États-Unis à White Plains (État de New York).
Le 4 février 2019, Orgenesis annonce, ouvrir de nouveaux bureaux et laboratoires sur le site d’Accessia Pharma à Liège afin de « favoriser le déploiement en Europe de [sa] stratégie POCare ».
Depuis décembre 2020, son "Medical Director" est Heiko von der Leyen.

## Dirigeants[5]
| Nom                 | Poste                                          | Depuis |
| ------------------- | ---------------------------------------------- | ------ |
| Vered Caplan        | Chairman, President & Chief Executive Officer  | 2014   |
| Neil Reithinger     | Chief Financial Officer, Secretary & Treasurer | 2014   |
| Sarah Ferber        | Chief Scientific Officer                       | 2012   |
| Heiko von der Leyen | Medical Director                               | 2020   |

## Stratégie d'investissement liée au Covid-19
Orgenesis investit dans le développement de différents produits pharmaceutiques dans le cadre de la pandémie de Covid-19. 

### Traitement anti-viral basé sur la ranpirnase
Le 13 avril 2020, Orgenesis annonce avoir conclu un accord pour acquérir les actifs de Tamir Biotechnology (TamirBio) comprenant sa plateforme Ranpirnase, une plateforme antivirale à large spectre, qu'Orgenesis prévoit de combiner avec sa propre technologie Bioxome.
La ranpirnase est une ribonucléase (RNase) qui a initialement fait l'objet de recherches en raison de sa cytotoxicité pour les cellules tumorales. Selon TamirBio et Orgenesis, la ranpirnase a montré une activité antivirale pour plusieurs virus.
Les bioxomes sont des vésicules extracellulaires synthétiques (développées par Orgenesis et ExcellaBio) capables de fusionner avec les membranes cellulaires (à l'instar des exosomes, naturels mais intracellulaires). Leur utilisation vise à délivrer, à l'intérieur des cellules cibles, diverses molécules (protéines, matériel génétique…). Le but est ici de d'améliorer la délivrance ranpirnase dans les cellules.
Le 22 juin 2020, Orgenesis déclare collaborer avec la société Leidos dans l'étude de l'efficacité de la ranpirnase sur le SARS-CoV-2 et dans l'obtention auprès de la FDA  de l'autorisation de mise sur le marché de la Ranpirnase pour le traitement systémique des patients souffrant du COVID-19.

### Anti-corps neutralisants
Le 10 juin 2020, Orgenesis annonce le lancement de son programme BioShield conçu pour accélérer la découverte et la validation d'anticorps humains neutralisants ciblant certains virus. Leur utilisation constituerait une stratégie possible de réponse rapide face à la propagation de virus tels que SARS-CoV-2.

### Traitement du syndrome de détresse respiratoire aiguë à partir de cellules vasculaires et stromales
Le 19 octobre 2020, Orgenesis déclare avoir finalisé l'acquisition (pour 14,5 millions de dollars) de Koligo Therapeutics, une société de médecine régénérative. Elle acquiert également (pour 500.000 dollars) les actifs de Tissue Genesis (une autre société spécialisée en médecine régénérative) et capte ainsi sa technologie d'isolement cellulaire Icellator,.
Le principal programme de développement clinique de Koligo concernait le KT-PC-301, une thérapie cellulaire autologue à l'étude pour le traitement du syndrome respiratoire aigu (SDRA) lié au COVID-19. KT-PC-301 est composé de cellules de fractions stromales et vasculaires ("SVF" pour stromal and vascular fraction) autologues obtenues du tissu adipeux (graisse) de chaque patient,.
Tissue Genesis Icellator 2, est un dispositif d'isolement cellulaire permettant d'obtenir rapidement des rendements élevés de cellules stromales et vasculaires (SVF) à partir de tissu adipeux.
L'objectif est de ré-administrer ce SVF à des fins thérapeutiques : après avoir migré vers le poumon et d'autres sites périphériques d'inflammation, les cellules du SVF agiraient par différents mécanismes pour traiter le SDRA et d'autres troubles inflammatoires.
Le 6 mai 2021, Orgenesis annonce avoir obtenu l'approbation de la FDA pour mener une première étude de faisabilité sur l'homme de l'utilisation de la technologie Tissue Genesis Icellator 2 dans le traitement du syndrome de détresse respiratoire aiguë (SDRA) résultant d'une infection au COVID-19.